# عثمان حافظ
عثمان عبد القادر حافظ، (1328 هـ / 1909م - 1993م / 1413 هـ) صحفي سعودي وأحد رواد الصحافة في المملكة العربية السعودية.

## نشأته
ولد في المدينة المنورة سنة 1328 هـ وتعلّم في المدرسة التحضيرية الأولى ثم في المدرسة الراقية الهاشمية في العهد الهاشمي، ثم في المسجد النبوي.

## أعماله
- عمل كاتباً في مديرية المعارف بالمدينة المنورة عام 1345 هـ
- عين عضواً لهيئة الأمر بالمعروف والنهي عن المنكر بالمدينة
- اتجه إلى التدريس عام 1350 هـ، فعمل مدرساً في المدرسة الابتدائية بالناصرية ثم عضوا بالمجلس البلدي
- أسس مع أخيه علي حافظ جريدة المدينة عام 1356 هـ /1937م، ومطابع المدينة.
- أسس مع أخيه علي حافظ مدرسة الصحراء الأهلية بالمسيجيد عام 1356 هـ.
- في عام 1362 هـ / 1943م، عين معتمداً للمعارف بالمدينة
- نقل إلى المالية فعين مفتشاً للشمال.
- في عام 1365 هـ / 1946م، عين مديراً لإدارة الحج بالمدينة المنورة، وظل فيه عشرين عاماً.
- تولى رئاسة تحرير جريدة المدينة عام 1386 هـ / 1967، وظل في رئاسة التحرير أكثر من عشر سنوات.
- أسس مع أخيه علي الشركة السعودية للأبحاث والتسويق والنشر والتي أصدرت عدداً من الصحف والمجلات، منها: المسلمون، الشرق الأوسط، المجلة.

## من مؤلفاته
1. تطور الصحافة في المملكة العربية السعودية في جزئين كبيرين:
  1. الجزء الأول: جدة عام 1392 هـ / 1972م.
  2. الجزء الثاني: جدة عام 1396 هـ / 1977م.
2. صور وذكريات، نادي المدينة المنورة الأدبي، الطبعة الأولى عام 1430هـ. أعيد طبعه في دار العلم بجدة عدة مرات.
3. صور وأفكار، شركة تهامة بجدة عام 1404هـ.

## وفاته
توفي في 16 رمضان 1413 هـ الموافق فيه 9 مارس 1993م عن عمر يناهز 84 سنة.